# Wolfgang Dauner
Wolfgang Dauner (Stuttgart, 1935. december 30. – Stuttgart, 2020. január 10.) német dzsesszzongorista, zeneszerző.

## Életútja
A stuttgarti zeneiskola hallgatója volt, ahol zeneszerzést, zongorát és trombitát tanult. Az 1960-as években Joki Freund szextetjének a tagja volt. 1964-ben készítette első felvételét saját jazz triójával. 1969-ben a Radio Jazz Group Stuttgart vezetője és zeneszerzője volt. Egy évvel később megalakította az Et Cetera jazz-rockzenekart. 1975-ben alapítótagja volt a United Jazz and Rock Ensemble-nek, ahol Albert Mangelsdorff harsonán, Ack van Rooyen trombitán, Charlie Mariano szaxofonon, Eberhard Weber basszusgitáron és Volker Kriegel gitáron játszott.
Felesége Randi Bubat jelmeztervező volt. Fiuk Florian Dauner dobos.

## Diszkográfia
- Dream Talk (1965)
- Free Action (1967)
- Für (1969)
- Requiem for Che Guevara/Psalmus Spei (1969)
- The Oimels (1969)
- Output (1970)
- Music Zounds (1970)
- Et Cetera (1971)
- Knirsh with Larry Coryell (1972)
- Kunstkopfindianer (1974)
- Solo Piano (1983)
- Changes (1992)
- Pas De Trois with Charlie Mariano, Dino Saluzzi (1992)
- Meditation on a Landscape: Tagore (1992)
- Solo Piano 2 (1994)
- Tribute to the Past (2010)
- Hut Ab/Two Is Company (2010)
- Dauner/Dauner with Flo Dauner (2013)
- Elektronische Mythen with Flo Dauner (2017)